# Oekraïens Latijns alfabet
Het Oekraïens Latijns alfabet (Oekraïens: українська латинка, українська латиниця) is een variant van het Latijnse schrift die is aangepast voor het Oekraïens. Traditioneel gebruikt het Oekraïens het cyrillisch, maar zowel in het heden als in het verleden zijn er stemmen opgegaan om over te stappen op een vorm van het Latijnse alfabet. Met name in de 19e eeuw werden hiertoe in Galicië pogingen ondernomen, die echter zulke heftige discussies veroorzaakten dat deze de geschiedenis zijn ingegaan als de "alfabetoorlogen". Ook tijdens de eerste twee decennia van het bestaan van de Sovjet-Unie werd er met het idee gespeeld om het Oekraïens te laten overschakelen naar het Latijnse alfabet. Uiteindelijk is geen van deze pogingen succesvol gebleken. Wel wordt in het informatietijdperk het Latijnse schrift regelmatig gebruikt om Oekraïens te schrijven.
Het idee van een Latijns alfabet voor het Oekraïens moet overigens niet verward worden met de diverse romanisatiesystemen, die onder meer worden gebruikt in officiële documenten en buitenlandse publicaties. Deze systemen dienen vooral om Oekraïense eigennamen leesbaar te maken voor mensen die het cyrillisch niet machtig zijn, terwijl het Oekraïense Latijnse alfabet nadrukkelijk bedoeld is als alternatief voor de Oekraïners zelf.

## Geschiedenis

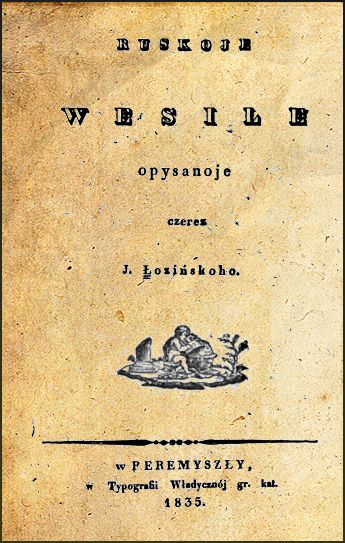
Het boek Ruskoje wesile van Josyp Lozynsky (1835)

Reeds in de eerste helft van de 16e eeuw werden er in het Roetheens (de voorloper van het tegenwoordige Oekraïens en Wit-Russisch) teksten gepubliceerd waarin het Latijnse schrift werd gebruikt. In de 17e en 18e eeuw was deze praktijk vooral in het deel van Oekraïne ten westen van de Dnjepr wijdverbreid en zelfs tot in Charkiv werden er soms teksten gedrukt in het Latijnse alfabet.. Toch hield het merendeel van de Roetheense intellectuelen, vooral diegenen die in orthodoxe culturele kringen verkeerden, vast aan het cyrillisch, dat naar hun mening onlosmakelijk verbonden was met de Roetheense taal en cultuur.

### De negentiende eeuw

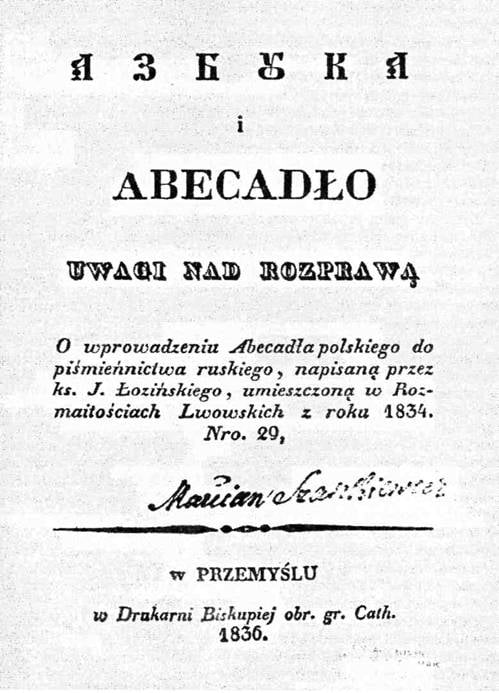
De polemiek van Marijan Sjasjkevytsj, waarin hij de vloer aanveegde met het project van Lozynsky

Sinds de Eerste Poolse Deling in 1772 maakte Galicië deel uit van de Habsburgse monarchie. Hoewel Polen als onafhankelijke staat niet meer bestond, was Galicië in het Keizerrijk Oostenrijk feitelijk een Poolse staat binnen de staat. In de loop van de 19e eeuw leidde dit tot toenemende spanningen tussen de Poolse bevolking en de Oekraïners (destijds "Roethenen" genoemd), die in Oost-Galicië in de meerderheid waren. 
Er waren in die tijd mensen die het Poolse alfabet gebruikten om Oekraïens te schrijven, onder wie August Ludwig Schlözer en Jernej Kopitar. Vanaf de jaren 1830 werd de alfabetkwestie steeds meer een twistpunt, niet alleen tussen Polen en Oekraïners, maar ook tussen Oekraïners onderling. De spanningen liep zo hoog op dat deze tot twee keer toe tot een heuse "alfabetoorlog" (Oekr. азбучна війна, azbučna vijna) heeft geleid.

#### De alfabetoorlog: eerste fase
In 1833 publiceerde Wacław Zaleski een bundel Poolse en Oekraïense volksliederen, waarvoor hij het Poolse alfabet gebruikte. Naar zijn mening was het cyrillisch een cultuurverschijnsel dat de Europese beschaving onderscheidde van de niet-Europese. In de inleiding tot het werk schreef hij:
"Dat ik hiervoor Poolse karakters heb gebruikt en geen glagolitische of cyrillische, daarvoor zal eenieder mij prijzen. Er zal stellig een tijd komen waarin alle Slavische volkeren die oude karakters, die de opname van de Slavische literatuur in de algehele massa der Europese literatuur hoofdzakelijk in de weg staan, van zich af zullen werpen."
Soortgelijke overtuigingen leefden ook bij in de Lviv gevestigde Oekraïense wetenschapper en priester Josyp Lozynsky (Pools: Josyp Łozyński, Oekr. Йосип Лозинський), alsook bij Pools-Oekraïense dichters als Tomaš (Tymko) Padura. In 1834 schreef Lozynsky het artikel "Over de invoering van het Poolse alfabet in de Roetheense letteren" met daarin een voorstel voor een Latijnse orthografie voor het Oekraïens. Deze was gebaseerd op het Poolse alfabet (zo gebruikte hij de letter w en de digrafen sz, cz en ch) en hoewel het vooral op fonetische uitgangspunten berustte, bevatte het ook etymologische elementen, zoals de letters i, é en ó die alledrie de klank [i] vertegenwoordigden maar afstammen van respectievelijk de Slavische ѣ, e en o.
Hoewel Lozynsky's voorstel gehoor vond bij een aantal Oekraïense en Poolse activisten, was er geen brede steun voor. Daarentegen kwam er wel hevige protesten tegen. Vooral de dichters Markijan Sjasjkevytsj, Josyp Levytsky en Denys Zubrytsky trokken fel van leer tegen het voorstel.
Zelf zou Lozynsky naderhand in het Pools een Roetheense grammatica schrijven, waarin hij juist het cyrillisch gebruikte om het probleem op te lossen dat het Kerkslavische cyrillisch slecht aansloot op de Oekraïense taal, die zich in de negentiende eeuw was gaan ontwikkelen op basis van de volkstaal. Deze grammatica zou overigens, ondanks de complimenten van Jernej Kopitar, niet worden uitgegeven: de eerste versie omdat Lozynsky op dat moment inmiddels met andere dingen bezig was, de tweede omdat ze niet door de censuur kwam. In de laatste jaren van zijn leven maakte Lozynsky een nog grotere ommezwaai door zich aan de sluiten bij het russofiele kamp en het Russisch/Oekraïens/Kerkslavische mengtaaltje Jazytsjije te gaan gebruiken.
| A  | B  | C | Ć     | Ch | Cz | D  | Ď    | E  | É    |
| А  | Б  | Ц | Ць    | Х  | Ч  | Д  | Дь   | Е  | І    |
| F  | G  | H | I     | J  | K  | L  | Ł    | M  | N    |
| Ф  | Ґ  | Г | І , Ї | Й  | К  | Ль | Л, Ў | М  | Н    |
| Ń  | O  | Ó | P     | R  | R’ | S  | Ś    | Sz | Szcz |
| Нь | О  | І | П     | Р  | Рь | С  | Сь   | Ш  | Щ    |
| T  | Ť  | U | W     | Y  | Z  | Ź  | Ż    |    |      |
| Т  | Ть | У | В     | И  | З  | Зь | Ж    |    |      |

Opmerkingen:
1. ^  Komt in de plaats van de і, wanneer deze is afgeleid van de Oudslavische e: méd, nés, rék (Oekr. мід, ніс, рік).
2. ^  Komt in de plaats van de і, wanneer deze is afgeleid van de Oudslavische ѣ: lis (Oekr. ліс, van Oerslavisch *lěs). Wordt daarnaast gebruikt om palatalisatie van de voorgaande medeklinker aan te duiden.
3. ^  Komt in de plaats van de і, wanneer deze is afgeleid van de Oudslavische о: Bóh, kóń, zlóśť, wón, stół, sposób, póznaty.
4. ^  Soms aan het einden van een woord, waar het moderne Oekraïense een в gebruikt: był, łapał, opysał, perekonał.
5. ^  De traditionele Galicische uitspraak van de zachte р (r) wijkt af van die van andere gepalataliseerde klanken. In het moderne cyrillisch wordt hiervoor een apostrof gebruikt, zoals in пор'ядок. Ook Lozynsky paste dit principe toe, zelfs voor een klinker: powtar'aje, por'adku.
6. ^  Uitsluitend tussen klinkers: swoim (behalve wanneer de eerste klinker deel uitmaakt van een voorvoegsel: pojidu).

#### De alfabetoorlog: fase twee

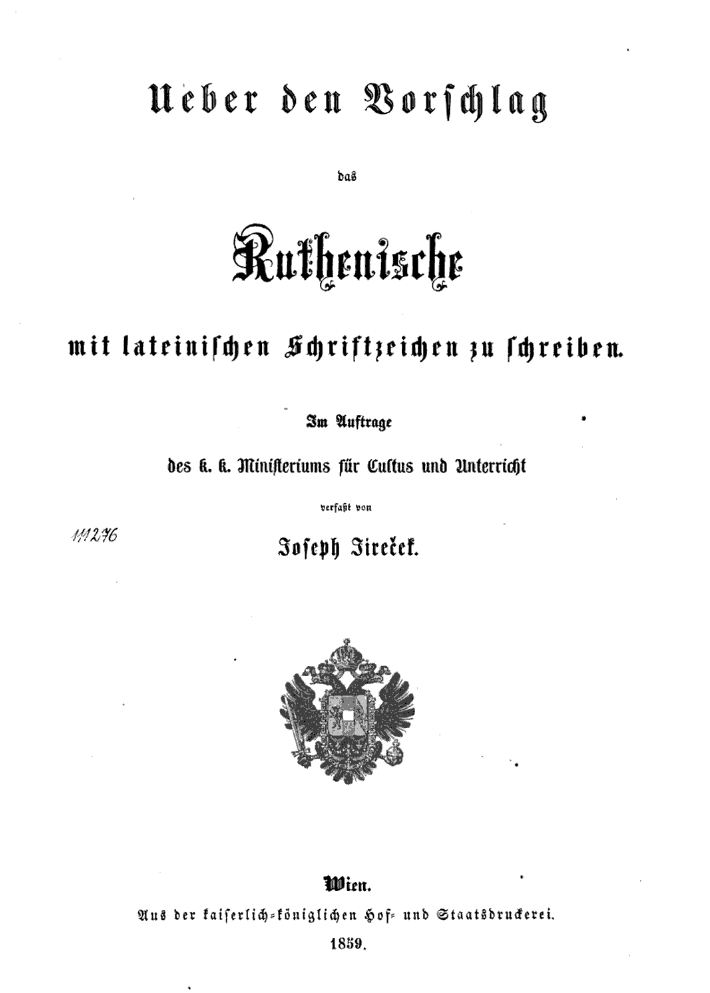
"Voorstel" (1859), waarin Josif Jireček zijn Latijnse orthografie voor het Roetheens presenteert

In 1859 deed de stadhouder van Galicië, de Poolse aristocraat graaf Agenar Romuald Gołuchowski, een poging om op Oekraïense scholen het Latijnse alfabet in te voeren. Het voorstel voor deze orthografie was afkomstig van de Tsjechische slavist Josif Jireček en in datzelfde jaar in Wenen gepubliceerd door het K.u.K. Ministerium für Cultus und Unterricht. Jireček maakte in dit voorstel gebruik van de Tsjechische letters č, š, ž en dž, de Poolse letters ś, ć, ź en ń, en als uitbreiding daarvan de letters ť, ď, ľ en ŕ voor andere gepalataliseerde klanken in het Oekraïens. Jireček was van mening dat een onstabiele, ongestandaardiseerde taal niet als modern communicatiemiddel kon blijven bestaan en daarom moest worden afgesneden van archaïsche, Kerkslavische invloeden:
"Een gezonde ontwikkeling van de Roetheense literatuur zal in het gebruik van het Latijnse schrift de beste ondersteuning vinden. Zolang de Roethenen in het cyrillisch blijven schrijven en drukken, zal er bij hen altijd een neiging naar het Kerkslavisch waarneembaar zijn, en indirect ook naar het Russisch, en zal zelfs het voortbestaan van de Roetheense literatuur twijfelachtig worden."
Volgens Jireček kont alleen het Latijnse alfabet deze ramp voorkomen, want omdat:
"[...] het niet langer mogelijk is het cyrillische alfabet af te stemmen op de behoeften van de levende Roetheense taal, daar het slechts geschikt is voor de dode Kerkslavische taal, is het aanzienlijk gemakkelijker en eenvoudiger om over te gaan op het Latijnse, nadat dit op een speciale manier aan de Roetheense taal is aangepast."
Toch slaagde Jireček er niet in een aanzienlijk deel van de Oekraïense intelligentsia warm te maken voor zijn idee. Alleen al de steun van Gołuchowski was voor de Oekraïners genoeg om er een hernieuwde poging tot polonisering in te zien, of in het gunstigste geval een poging van de Tsjechen om de overhand te krijgen onder de Slavische volken binnen het Keizerrijk Oostenrijk. Zelfs vroegere aanhangers van het idee, zoals Lozynsky en Kopitar, vielen hem af. De protesten waren dermate heftig dat het Oostenrijkse ministerie uiteindelijk in 1861 besloot te stoppen met het propageren van het Latijnse alfabet. Sindsdien werden Oekraïense boeken in het cyrillisch uitgebracht, terwijl het Latijnse schrift nog slechts werd gebruikt in bijzondere uitgaven "voor wie alleen Pools kan lezen" in Halytsj, Podlachië en Chełm. 
| A    | B | C  | Ć  | Č  | Ch | D | Ď   | Dz | Dź  |
| А    | Б | Ц  | ЦЬ | Ч  | Х  | Д | ДЬ  | Дз | Дзь |
| Dž   | E | Ě  | F  | G  | H  | I | J   | K  | L   |
| Дж   | Е | Є  | Ф  | Ґ  | Г  | І | (Й) | К  | Л   |
| Ľ    | Ł | M  | N  | Ń  | O  | P | R   | Ŕ  | S   |
| Л(Ь) | Л | М  | Н  | НЬ | О  | П | Р   | РЬ | С   |
| Ś    | Š | Šč | T  | Ť  | U  | Ü | V   | W  | X   |
| СЬ   | Ш | Щ  | Т  | ТЬ | У  | і | В   | В  | Кс  |
| Y    | Z | Ź  | Ž  |    |    |   |     |    |     |
| И    | З | ЗЬ | Ж  |    |    |   |     |    |     |

Opmerkingen:
1. ^  Ter aanduiding van de є /je/ in West-Oekraïense dialecten, waar het standaard-Oekraïens я /ja/ heeft (bv. (ім'я → імє).
2. ^  Ter aanduiding van de л /l/ in de Oerslavische combinatie ъl voor een medeklinker (vołk) of aan het einde van een lettergreep (oreł, düł, vüł, dołhyj, tołstyj, był, plił).
3. ^  Komt in de plaats van de і, wanneer deze is afgeleid van de Oudslavische о (evenals Lozynsky maakte Jireček onderscheid tussen de і wanneer deze was afgeleid van de о, е of ѣ); uitgesproken als een ronde i (/y/): кість → küsť, гвіздь → hvüźď.
4. ^  Uitsluitend in vreemde woorden.

#### Buiten Galicië

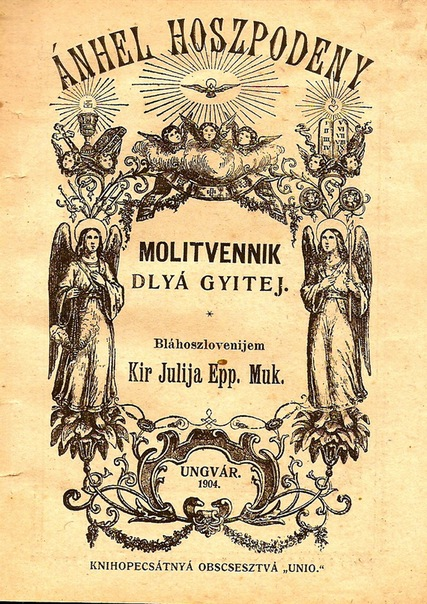
Een gebedenboek voor kinderen, Ánhel Hoszpodeny (Oezjhorod, 1904), geschreven in het Hongaarse alfabet

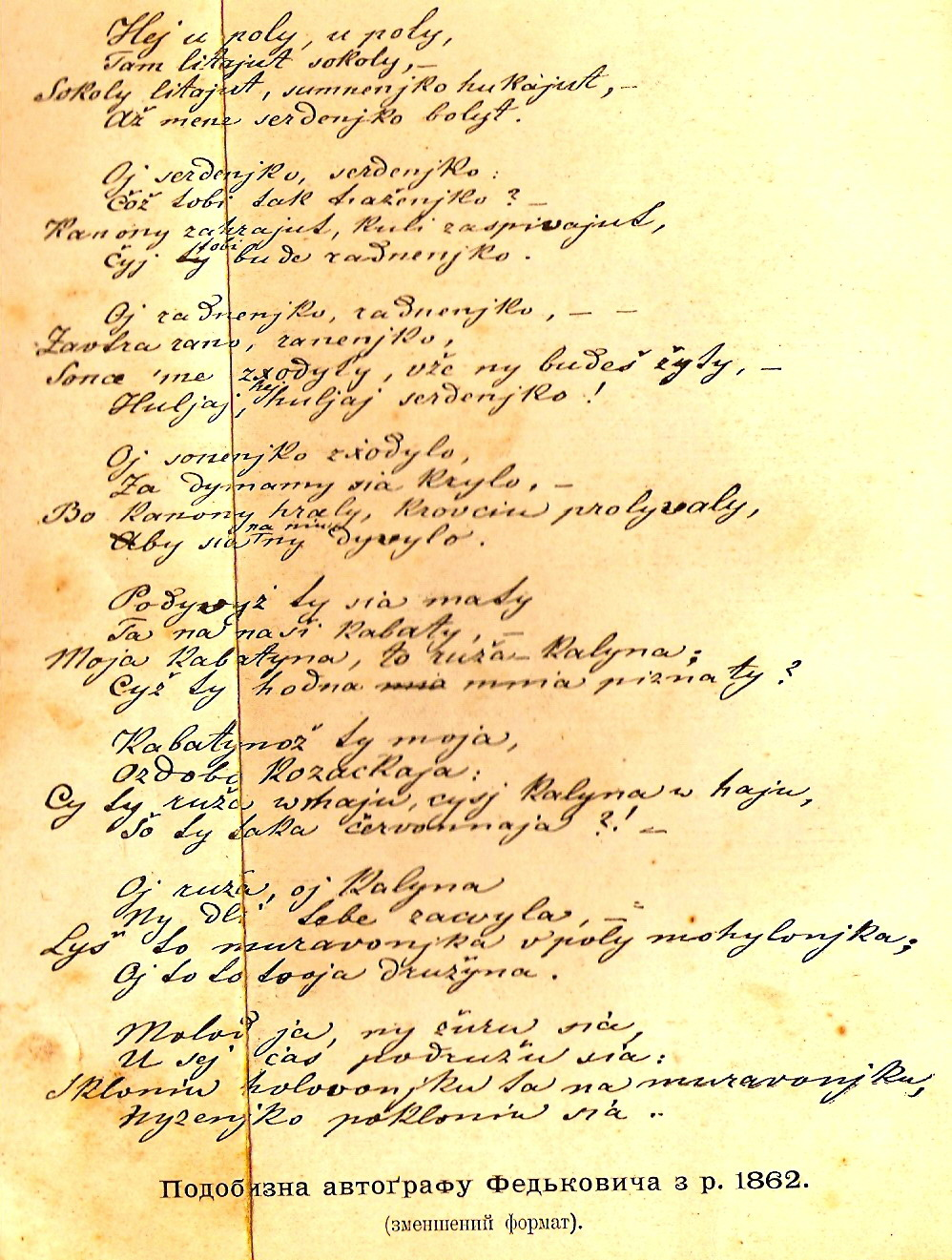
Het gedicht Hej u poly, u poly! van Osyp-Joerij Fedkovytsj

Zelfs in het Russische gedeelte van Oekraïne bestond er enige steun voor het Latijnse alfabet, dat men als een middel zag tegen de invloed van het Russisch. In 1844 werd er bijvoorbeeld een versie van Kobzar van Taras Sjevtsjenko in een Poolse transcriptie uitgegeven, met correcties van de auteur zelf. Halverwege de eeuw schreef de dichter Tomaš (Tymko) Padura, een vertegenwoordiger van de Oekraïense school van de Poolse romantiek, zijn Oekraïense werken in een op het Pools gebaseerde orthografie. In 1859 schreef de bekende chirurg Mykola Pyrohov een Oekraïens ABC-boek in een eveneens Poolse orthografie, dat echter door de regering werd afgekeurd. Ten slotte gaf Mychajlo Drahomanov in Zwitserse ballingschap een versie in het Latijnse alfabet van Marija van Taras Sjevtsjenko uit. Drahomanovs eigen voorstel voor een hervorming van het cyrillisch (drahomanivka, maakte het overigens mogelijk op eenvoudige wijze van het ene systeem naar het andere te switchen, doordat de letters een-op-een met elkaar correspondeerden.
Het Latijnse alfabet werd ook wel gebruikt in Oekraïense publicaties in de Roemeense landstreken Bessarabië, Boekovina en Dobroedzja, alsook in Transkarpatië, dat destijds bij het Koninkrijk Hongarije hoorde. Een bekend voorbeeld is de dichter Osyp-Joerij Fedkovytsj uit de Boekovina, die voor het Oekraïens een op het Kroatische gajevica gebaseerd Latijns alfabet gebruikte, bijvoorbeeld in het gedicht Hej u poly, u poly!.

### De Sovjetperiode
Gedurende de eerste twee decennia van haar bestaan vond er in de Sovjet-Unie een grootscheepse latiniseringscampagne plaats, waardoor ongeveer zeventig talen overschakelden op het Latijnse alfabet. In de meeste gevallen ging het hierbij om talen die eerder het Arabische schrift hadden gebruikt, alsook om kleinere talen binnen de RSFSR, die niet of nauwelijks over een literaire traditie beschikten. Het Oekraïens was, evenals trouwens het Russisch en het Wit-Russisch, nadrukkelijk van deze ontwikkeling uitgesloten. Toch vonden er wel degelijk discussies plaats over het onderwerp. In 1923 schreef de schrijver Serhij Pylypenko een artikel getiteld Odvertyj lyst do vsix, xto cikavyt's sja cijeju spravoju ("Open brief aan iedereen die zich voor deze kwestie interesseert"), waarin hij een overgang van het Oekraïens op het Latijnse alfabet bepleitte.
Enkele jaren later, tijdens een internationale conferentie over orthografie te Charkiv in 1927, deden de taalkundigen Majk Johansen, Borys Tkatsjenko en Mykola Nakonetsjny een officieel voorstel om het Latijnse alfabet actief te gaan gebruiken als onderdeel van de Oekraïense orthografie. Na twee dagen discussiëren werd het voorstel uiteindelijk met 20 stemmen voor en 25 stemmen tegen afgewezen. Overigens raakte het enthousiasme voor het Latijnse alfabet onder het bewind van Jozef Stalin nogal bekoeld; vanaf 1936 werd het latinisatiebeleid teruggedraaid en rond 1940 waren vrijwel alle talen van de Sovjet-Unie (behalve het Georgisch, Armeens, Duits en Jiddisch) overgeschakeld op het cyrillisch. Met de indieners van het Oekraïense voorstel liep het trouwens ook niet goed af: Pylypenko werd in 1934 geëxecuteerd, Johansen en Tkatsjenko in 1937. 
In dezelfde periode werd het Latijnse alfabet wel af en toe gebruikt in Oekraïenstalige publicaties in Polen, Tsjecho-Slowakije en Roemenië. 

### Na 1991
Vanaf de dag wordt het Oekraïens officieel nog steeds alleen met het cyrillische schrift geschreven. Er bestaan voor het Oekraïens weliswaar verschillende officiële romaniseringssystemen, maar deze zijn bedoeld voor mensen die het cyrillische alfabet niet kunnen lezen en dienen vooral voor het weergeven van Oekraïense eigennamen in officiële documenten en buitenlandse publicaties. Daarnaast is er nog een ander verschil: de historische voorstellen voor een Latijnse orthografie waren altijd gebaseerd op de schrijfwijze van het Pools (Lozynsky), het Tsjechisch (Jireček) of het Kroatisch, terwijl het Nationale transliteratiesysteem dat door Oekraïne zelf wordt gehanteerd, gebaseerd is op de spelling van het Engels.
Toch kwamen tegen het einde van de 20e eeuw, mede dankzij het Internet, de discussie over de noodzaak van een volwaardig Latijns alfabet voor het Oekraïens weer op gang. Daarbij ging het vooral om de vraag hoe dat eruit moest komen te zien, maar ook wat voor status dat alfabet dan zou moeten krijgen. Zo werd bijvoorbeeld overwogen het Latijnse alfabet in te voeren als tweede alfabet, naast het cyrillisch. Een dergelijke situatie bestaat al in Servië, waar het bestaan van twee parallelle alfabetten noch tot het verval van de taal en cultuur, noch tot een teloorgang van het cyrillisch heeft geleid, maar wel de contacten met het Westen aanzienlijk heeft vergemakkelijkt. Sommigen wijzen er ook op dat het Latijnse alfabet met succes is ingevoerd in o.a. Azerbeidzjan, Oezbekistan en Moldavië. Tegenstanders daarentegen zien het cyrillisch als een "duizendjarig cultureel erfgoed" en zijn bovendien bang dat een te grote discrepantie tussen het Oekraïense en het Russische alfabet de positie van het Oekraïens in de gerussificeerde delen van het land alleen maar zal verzwakken.
In de periode na 1991, d.w.z. sinds de onafhankelijkheid van Oekraïne, zijn er enkele nieuwe varianten voor een Oekraïens Latijns alfabet bij gekomen. Ze worden weinig gebruikt, maar zijn wel verspreid via het Internet en in tijdschriften. In 2000 publiceerde Ivan Loetsjoek het boek Ukrajinska latynka. Korotkyj pravopys. Hij stelt hierin een alfabet voor dat gebaseerd is op het Tsjechische alfabet en sterk op het project van Jireček lijkt (met als belangrijkste verschil dat hij de cyrillische letter х niet vervangt door ch, maar door de Latijnse letter x). Het wordt regelmatig gebruikt door het tijdschrift «Ї».
Een ander project wordt beschreven door Jaroslav Mychajlysjyn. Het gaat hier om een vereenvoudigde variant die gebaseerd is op het Kroatische alfabet (Gajevica). De enige drie letters die niet tot het Latijnse standaardalfabet behoren zijn č, š en ž, palatalisatie wordt altijd aangegeven met een j, en de cyrillisch letter х wordt vervangen door een Latijnse x. Deze versie wordt bijvoorbeeld gebruikt op de website Nova Latynka.

## Voorbeelden
Het eerste couplet van het Oekraïense volkslied in de belangrijkste versies van het Oekraïense Latijnse alfabet:
| Cyrillisch | Project van Lozynsky | Project van Jireček | Project op basis van Gajevica | Officiële transliteratie |
| --- | --- | --- | --- | --- |
| Ще не вмерла України ні слава, ні воля. Ще нам, браття молодії, усміхнеться доля. Згинуть наші воріженьки, як роса на сонці, Запануєм і ми, браття, у своїй сторонці. Душу й тіло ми положим за нашу свободу І покажем, що ми, браття, козацького роду! | Szcze ne wmerła Ukrainy ni sława, ni wola. Szcze nam, brattia molodii, usmichneťsia dola. Zhynuť naszi woriżeńky, jak rosa na sonci, Zapanujem i my, brattia, u swoij storonci. Duszu j tiło my położym za naszu swobodu, I pokażem, szczo my, brattia, kozaćkoho rodu. | Šče ne vmerla Ukrajiny ni slava, ni voľa. Šče nam, bratťa molodiji, usmichnet sě doľa. Zhynut naši vorüžeńky, jak rosa na sonci, Zapanujem i my, bratťa, u svojij storonci. Dušu j tilo my položym za našu svobodu, I pokažem, ščo my, bratťa, kozaćkoho rodu. | Šče ne vmerla Ukrajiny ni slava, ni volja. Šče nam, brattja molodiji, usmixnetjsja dolja. Zhynutj naši voriženjky, jak rosa na sonci, Zapanujem i my, brattja, u svojij storonci. Dušu j tilo my položym za našu svobodu, I pokažem, ščo my, brattja, kozacjkoho rodu. | Shche ne vmerla Ukrainy ni slava, ni volia. Shche nam, brattia molodii, usmikhnetsia dolia. Zghynut nashi vorizhenky, yak rosa na sontsi, Zapanuiem i my, brattia, u svoii storontsi. Dushu y tilo my polozhym za nashu svobodu I pokazhem, shcho my, brattia, kozatskoho rodu. |